# Cléden-Poher
Cléden-Poher (bret. Kledenn-Poc'hêr) – miejscowość i gmina we Francji, w regionie Bretania, w departamencie Finistère.
Według danych na rok 1990 gminę zamieszkiwało 1130 osób, a gęstość zaludnienia wynosiła 38 osób/km² (wśród 1269 gmin Bretanii Cléden-Poher plasuje się na 528. miejscu pod względem liczby ludności, natomiast pod względem powierzchni na miejscu 281.).